# Prunus pulgarensis
Prunus pulgarensis — вид квіткових рослин з родини трояндових (Rosaceae). Ареал охоплює такі країни: Філіппіни.

## Середовище
Вид може процвітати в лісах на висоті приблизно від 1000 до 1200 метрів над рівнем моря. Фенологія виду не була добре задокументована, але, виходячи зі зібраних зразків, вид цвіте в лютому, а плодоносить з лютого по березень.

## Морфологічний опис
Це невелике дерево.